# Белостокское реальное училище

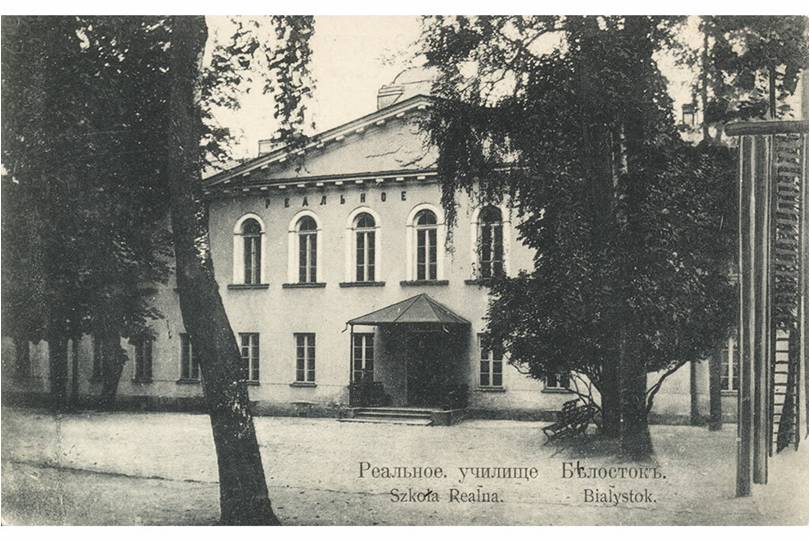
Белостокское реальное училище в 1897 году

Белостокское реальное училище (ранее Белостокская гимназия) — среднее учебное заведение Российской империи. В 1777—1802 годах учебное заведение существовало как подокружная школа, в 1802—1872 годах — как гимназия; в качестве реального училища просуществовало до 1915 года.

## История

### Подокружная школа
Белостокская школа была основана в 1777 году или ранее. Её основательницей стала Изабелла Браницкая, сестра короля Станислава и жена Яна-Клеменса Браницкого, чьей родовой резиденцией был Белосток.
В 1783 году Эдукационной комиссией был введён устав, согласно которому учебное ведомство Речи Посполитой состояло из главных школ (Краковской и Виленской академий), школ окружных (Szkoly wydzialowe) и подокружных (Szkoly podwydzialowe). Белостокская школа стала подокружной: она подчинялась Гродненской окружной школе и Виленской академии.
Белостокская школа была трёхклассной, с двухлетними классами, так что всего обучение длилось 6 лет.
Учебные программы устанавливала Эдукационная комиссия. В школе преподавались польский язык, латынь, всеобщая и польская история, география, наука о нравственности, математика, естественные науки: ботаника, зоология, сельское хозяйство, садоводство, минералогия, физика. При желании можно было изучать немецкий и французский языки.
Учебный год длился с 29 сентября до 29 июля.

### Гимназия
После третьего раздела Польши Белосток перешёл во владение Пруссии. По указу прусских властей белостокская школа была преобразована в гимназию; 21 сентября 1802 года состоялось её открытие.
Учебный год в гимназии отныне длился от Антипасхи (Niedziela Przewodnia) до Великой среды (Wielka Środa); были предусмотрены шестинедельные летние и двухнедельные рождественские каникулы. Более половины педагогов были немцами; многие занятия велись на немецком языке, что привело к сильному снижению успеваемости учеников.
В гимназии преподавались следующие предметы: латинский, греческий, немецкий, польский, французский языки, естественное право, наука о нравственности, политическая история, всеобщая география, геометрия, арифметика, естественная история, физика, технология, умственные задачи, мифология, о древностях чтение с декламацией, Закон Божий, чистописание и рисование. После перехода Белостока к Российской империи, в перечень предметов были добавлены русский язык, русская история и православный закон Божий.
В период войны 1806/07 гг. гимназия столкнулась со множеством трудностей. Самым большим бедствием было отсутствие материальных средств, так как немцы, после того, как Белосток отошёл к Российской империи, вывезли в Кёнигсберг значительную часть средств, предназначавшихся на содержание учебных заведений. Однако впоследствии состояние дел улучшилось. При российских властях школа получила в распоряжение двухэтажное каменное здание, ранее принадлежавшее прусским властям.
В 1811 году гимназия перешла в ведомство Виленского учебного округа. Состояние её финансов вследствие этого значительно улучшилось.
Виленский университет, в ведомство которого попала гимназия, распорядился постепенно вносить изменения в организацию учебного процесса. Учебный год теперь начинался в сентябре, а заканчивался в июле; были запрещены телесные наказания; учебные планы подверглись пересмотру, и объём преподавания многих предметов сократился.
В 1826 году Н. Н. Новосильцев, попечитель Виленского учебного округа, провёл школьную реформу. Школьное образование Виленского учебного округа отныне включало в себя 3 ступени:
1. одноклассные приходские училища с одним учителем;
2. трехклассные уездные училища с семью или восемью учителями;
3. трехклассная гимназия с 13-ю учителями; она принимала только выпускников уездных училищ.
Вследствие данной реформы три младших класса гимназии были преобразованы в уездное училище. В 1835 году были созданы два новых класса — седьмой и подготовительный, предназначавшийся для приходского училища; для него было выделено отдельное здание.
Помимо изменений в структуре гимназии, были внесены изменения и в учебную программу. Были введены в качестве обязательных предметов российская история и русская литература. Если ранее русский язык преподавался как иностранный, то теперь часть предметов (историю, географию, математику и физику) стали вести на русском языке. Были введены новые предметы: логика, статистика, геодезия, химия, наука о торговле и другие.
Рост оппозиционных настроений, в итоге вылившийся в восстание 1830—1831 гг., привёл к серьёзным изменениям в организации учебного процесса. Виленский университет был закрыт, и в 1832 году гимназия перешла в ведомство Белорусского учебного округа. С 1834 года все предметы, кроме Закона Божия римско-католического исповедания, стали преподаваться на русском языке. В 1840 году было отменено преподавание польского языка (правда, в 1858 году оно вновь было разрешено).
В 1863—1864 годах учащиеся гимназии массово участвовали в Январском восстании, присоединяясь к повстанческим отрядам. Из-за этого количество учеников сильно уменьшилось — более чем в 2 раза.
Последствием восстания стала реорганизация гимназии. В 1864 году был назначен новый директор, Иван Васильевич Суворов, который полностью сменил преподавательский состав. Было отозвано разрешение 1858 года на преподавание польского языка, кроме того, было предписано преподавать Закон Божий для римско-католиков на русском языке и по-русски читать молитвы перед началом занятий и после них.
Директора гимназии часто менялись, так как многие не справлялись с обилием обязанностей. Должность директора Белостокской гимназии было чрезвычайно ответственной, поскольку он заведовал образованием всей области, отвечал за открытие школ, должен был контролировать ход обучения в них, подбирать подходящих учителей и т. д..

### Реальное училище
Тенденции к превращению гимназии в реальное училище появились ещё в середине XIX века, это отвечало потребностям Белостока, как промышленного и торгового центра. Реорганизация гимназии происходила постепенно.
В 1843 году при Белостокской гимназии было открыто реальное отделение, где углублённо преподавались механика, химия и геометрия. Преподавание вели два гимназических учителя. Слушателями реального отделения были в основном ученики высших классов гимназии. Обучение носило практический характер: под руководством преподавателей студенты посещали фабрики и промышленные предприятия, где могли наблюдать за процессами производства. Отделение прекратило своё существование в 1874 году.
19 ноября (1 декабря) 1864 г. в России был утверждён «Устав гимназий и прогимназий», в соответствии с которым гимназии разделялись на классические и реальные. В 1865 году Белостокская гимназия была преобразована в реальную гимназию. А в 1872 году, в соответствии с новым уставом от 15 мая 1872 года, она была преобразована в реальное училище. Согласно новой образовательной программе, основными изучаемыми дисциплинами теперь были иностранные языки, математика, рисование, черчение.
В 1915 году, в связи с немецкой оккупацией Белостока, реальное училище было перенесено в Россию.

## Жизнь учеников
Ученики школы с момента её основания жили, как правило, в частных квартирах. Число этих квартир колебалось в разные годы от 5 до 12, число проживающих в них — между 30-75 учениками. Проживание было платным, и в поздние годы составляло примерно 180—250 рублей в год. За квартирами надзирали инспекторы и классные наставники.
С 1845 года были выделены две общие ученические квартиры, в которых помещалось от 70 до 100 человек в разные годы. В 1870 году эти квартиры были закрыты, потому что содержать их было слишком обременительно для гимназии.
Отрицательной стороной образовательной системы было то, что учеников совершенно лишали самостоятельности. За каждым их шагом следили надзиратели из числа учащихся старших классов. Вся жизнь была расписана по минутам. Ученики вставали в 5 утра (зимой в 6), на одевание им отводилось 15 минут. Затем проводилась совместная молитва, и до завтрака юноши занимались повторением уроков. В половине седьмого завтракали и отправлялись на учёбу. В 12 часов обедали и, после небольшого перерыва, возвращались на уроки. К 4-му или 5-му часу заканчивались школьные занятия; ученикам давали всего полчаса на отдых и тотчас загоняли их за книги, над которыми они должны были сидеть до 9-ти с недолгим перерывом на ужин. Так однообразно, хотя и продуктивно, проходил весь день.
Из развлечений в течение учебного года были экскурсии в другие города и подвижные игры в саду в дни отдыха (вторник и четверг).

### Плата за обучение
До 1839 года обучение в гимназии было бесплатным, однако с 1 августа 1839 г. была введена плата — 4 рубля за одного студента в год. Эта плата постепенно увеличивалась, и в 1895 году обучение в училище стоило уже 40 рублей в год.
Для нуждающихся учеников выделялись стипендии, их выделяло созданное в 1882 году «Общество вспомоществования нуждающимся воспитанникам». Беднейшие ученики полностью освобождались от платы за обучение (при условии успехов в учёбе и хорошего поведения).

## Расположение и имущество реального училища

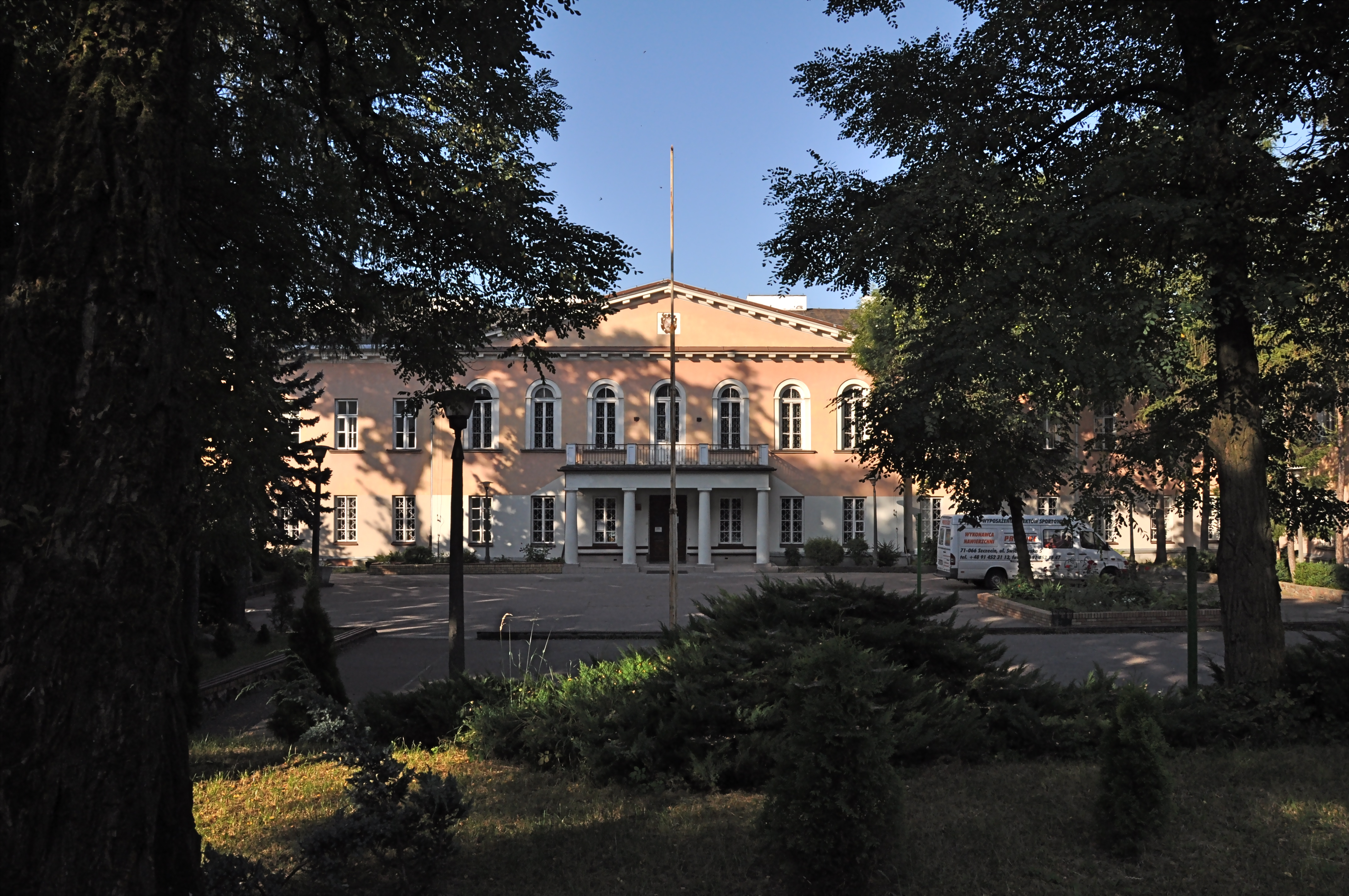
Лицей № 6 имени короля Сигизмунда Августа

Белостокское реальное училище располагалось в двухэтажном здании в стиле классицизм на ул. Костельна (Kościelna).
Данное здание было построено в 1831 году. Вначале там размещалось правительство Белостокской области, затем военный госпиталь. Лишь в 1858 году здание было передано Белостокской гимназии.
С 1870 года при училище существовала метеорологическая станция. Также училище располагало двумя библиотеками: фундаментальной, которая насчитывала более 4000 экземпляров, и ученической, которая состояла из более чем 1300 экземпляров.
В годы Первой мировой войны здание училища перешло в собственность немцев. Впоследствии оно было национализировано, и в нём разместилась мужская гимназия.
Нынешний адрес здания — улица Варшавская (Warszawska), 8. Сейчас там расположен лицей № 6 имени короля Сигизмунда Августа (VI Liceum Ogólnokształcące im. Króla Zygmunta Augusta).

## Выпускники
Одним из наиболее известных воспитанников учебного заведения является Людвик Лазарь Заменгоф, изобретатель эсперанто. Он учился в Белостокской гимназии несколько лет, начиная с 1869 года, пока его семья не переехала в Варшаву в 1873 году. Его отец, Марк Заменгоф, был в гимназии преподавателем иностранных языков и географии.
Учебное заведение воспитало немало будущих революционеров. Примерно в одно время там учились Игнатий Гриневицкий, Антон Борейша, Григорий Фриденсон — будущие народовольцы. В 1893 году из реального училища выпустился Максим Литвинов, в будущем большевик и народный комиссар иностранных дел СССР; в 1914 г. выпустился Яков Яковлев (Эпштейн) — будущий народный комиссар земледелия СССР.
В 1895—1901 годах в Белостокском реальном училище получал образование Яков Исидорович Перельман, в будущем — знаменитый математик и физик. Там же в 1891—1897 гг. обучался его старший брат Осип, в будущем писатель и драматург. С 1886 по 1892 год в училище обучался Станислав Жуковский, художник-передвижник. В 1907—1913 гг. в реальном училище обучался Дзига Вертов (Давид Кауфман), советский кинорежиссёр.

## Директора
1844 - ? Колаковский, Игнатий
1872—1878 — Пётр Осипович Рончевский
1878—1882 — Иван Павлович Гвайта
1882—1896 — Николай Германович Витте
1896—1900 — Михаил Александрович Павловский
1900—1915 — Александр Ефимович Егоров